# Chaetomitrium perakense
Chaetomitrium perakense är en bladmossart som beskrevs av Brotherus och Hugh Neville Dixon 1924. Chaetomitrium perakense ingår i släktet Chaetomitrium och familjen Hookeriaceae. Inga underarter finns listade i Catalogue of Life.